# سوكولنيكي
سوكولنيكي (بالروسية: Сокольники) هي إحدى مدن روسيا في الكيان الفدرالي الروسي تولا أوبلاست.